# Selaginella lindigii
Selaginella lindigii är en mosslummerväxtart som beskrevs av Addison Brown. Selaginella lindigii ingår i släktet mosslumrar, och familjen mosslummerväxter. Inga underarter finns listade i Catalogue of Life.